# Zeba (Míchigan)
Zeba es un lugar designado por el censo ubicado en el condado de Baraga en el estado estadounidense de Míchigan. En el Censo de 2010 tenía una población de 480 habitantes y una densidad poblacional de 0,05 personas por km².

## Geografía
Zeba se encuentra ubicado en las coordenadas 46°47′25″N 88°24′29″O / 46.79028, -88.40806. Según la Oficina del Censo de los Estados Unidos, Zeba tiene una superficie total de 9375.76 km², de la cual 9347.22 km² corresponden a tierra firme y (0.3%) 28.49 km² es agua.

## Demografía
Según el censo de 2010, había 480 personas residiendo en Zeba. La densidad de población era de 0,05 hab./km². De los 480 habitantes, Zeba estaba compuesto por el 45.21% blancos, el 0% eran afroamericanos, el 46.88% eran amerindios, el 0.21% eran asiáticos, el 0% eran isleños del Pacífico, el 0% eran de otras razas y el 7.71% pertenecían a dos o más razas. Del total de la población el 1.25% eran hispanos o latinos de cualquier raza.